# Sole che ride
Il simbolo del Sole che ride nasce nel 1975 in Danimarca su ispirazione di un ampio gruppo di attivisti, ad opera di Anne Lund e Søren Lisberg, e viene presto adottato dal movimento anti-nucleare in molti paesi in tutto il mondo.
Il simbolo, in origine, è costituito da un sole rosso sorridente, su sfondo giallo, contornato dallo slogan "Nucleare? No, grazie!" (in inglese "Nuclear Power? No Thanks").
Nel 1977 il simbolo diventa un marchio registrato.

## In Italia
Il primo utilizzo in politica in Italia del simbolo avviene nel 1985, quando in 8 regioni italiane vengono presentate le prime Liste Verdi alle elezioni regionali. Nel 2004 nel simbolo viene inserita la mezzaluna inferiore, che reca la bandiera della pace, in seguito all'intervento militare italiano in Iraq. Fino al 2021 rimane il simbolo della Federazione dei Verdi, il partito italiano nato dai movimenti ambientalisti, membro della Federazione Europea dei Partiti Verdi.

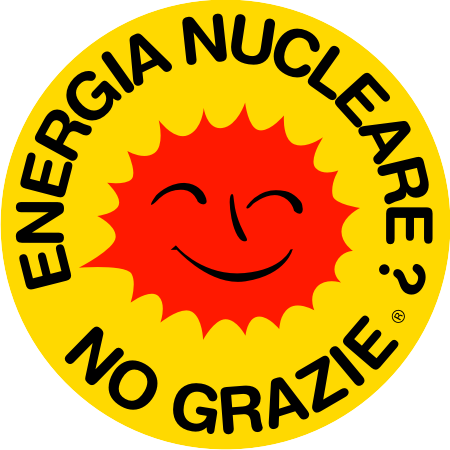
Logo ufficiale (Italia) OOA Fonden
Logo della Federazione delle Liste Verdi
Logo della Federazione dei Verdi
Logo della Federazione dei Verdi (2004-2008)
Logo dei Giovani Verdi
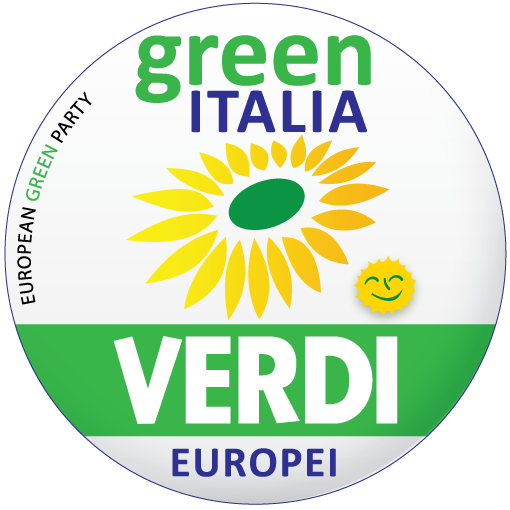
Logo di Verdi Europei - Green Italia
Logo di Europa Verde

## Spagna

Logo di Izquierda Unida Los Verdes–Convocatoria por Andalucía
Simbolo dell'Adelante Andalucía (2018–2020)
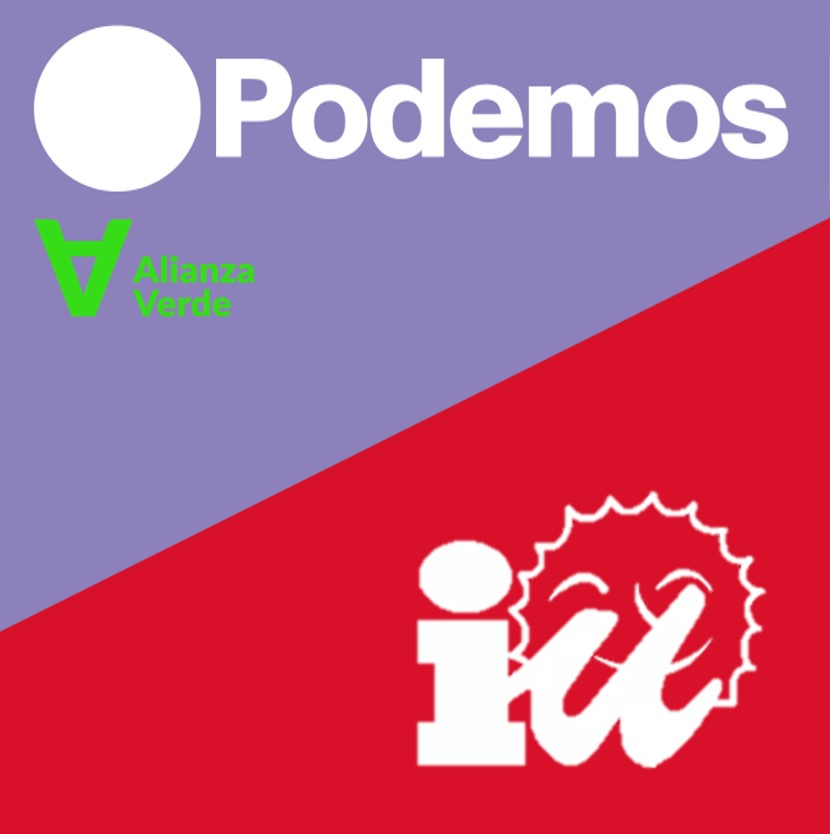
Logo di Podemos+IU-LV+AV (2023)
Logo di Iniziativa per la Catalogna Verdi
Logo di ICV–EUiA

## Altri Stati

Logo dell'Oikologoi Enallaktikoi
Logo del Partito dei Verdi di Taiwan (notevolmente semplificato rispetto al logo precedente)